# Andrea Šerić
Andrea Šerić ( 3. kolovoza 1985.), hrvatska rukometašica, članica Podravke iz Koprivnice. Karijeru je započela u splitskom klubu Split Kaltenberg. Članica je i Hrvatske rukometne reprezentacije.